# Bienestar
El bienestar es, desde un punto de vista externo, el «conjunto de las cosas necesarias para vivir bien». Desde un punto de vista interno puede definirse como «estado de la persona en el que se le hace sensible el buen funcionamiento de su actividad somática y psíquica». También se considera el bienestar de una persona lo que, en última instancia, es bueno para esta persona, lo que está en el interés propio de esta persona. Bienestar puede referirse tanto al bienestar positivo como al negativo. En su sentido positivo, a veces se contrasta con el malestar como su opuesto. El término "bienestar subjetivo" denota cómo las personas experimentan y evalúan sus vidas, generalmente medido en relación con el bienestar autorreportado obtenido a través de cuestionarios. A veces se distinguen diferentes tipos de bienestar, como el bienestar mental, el bienestar físico, el bienestar económico o el bienestar emocional. Las diferentes formas de bienestar suelen estar estrechamente interrelacionadas. Por ejemplo, la mejora del bienestar físico (como reduciendo o cesando una adicción) se asocia a la mejora del bienestar emocional. Otro ejemplo es que un mayor bienestar económico (por ejemplo, poseer más riqueza) tiende a asociarse con un mayor bienestar emocional, incluso en situaciones adversas como la pandemia de COVID-19. El bienestar desempeña un papel central en la ética, ya que lo que debemos hacer depende, al menos en cierta medida, de lo que mejoraría o empeoraría la vida de alguien. Según el bienestarismo, no hay otros valores además del bienestar.
Los términos bienestar, placer y felicidad se usan de manera indiferenciada en el lenguaje cotidiano, pero sus significados tienden a separarse en contextos técnicos como la filosofía o la psicología. El placer se refiere a la experiencia que se siente bien y suele considerarse como uno de los componentes del bienestar. Pero puede haber otros factores, como la salud, la virtud, el conocimiento o el cumplimiento de los deseos. La felicidad, a menudo vista como "el exceso de la experiencia placentera sobre la desagradable" o como el estado de satisfacción con la vida de uno en su conjunto, también suele considerarse un componente del bienestar.
Las teorías del bienestar intentan determinar qué es esencial para todas las formas de bienestar. Las teorías hedonistas identifican el bienestar con una mayor cantidad de placer sobre el dolor. Las teorías del deseo sostienen que el bienestar consiste en la satisfacción de deseos: cuanto mayor sea el número de deseos satisfechos, mayor será el bienestar. Las teorías de listas objetivas afirman que el bienestar de una persona depende de una lista de factores que pueden incluir elementos subjetivos y objetivos.
El bienestar es el tema central de la psicología positiva, cuyo objetivo es descubrir los factores que contribuyen al bienestar humano. Martin Seligman, por ejemplo, sugiere que estos factores consisten en tener emociones positivas, estar involucrado en una actividad, tener buenas relaciones con otras personas, encontrar sentido a la propia vida y tener una sensación de logro en la búsqueda de las propias metas.
Igualmente dentro de la filosofía oriental, podemos encontrar términos que abarcan el concepto de bienestar, tales como el término Sukha en la filosofía budista.

## Teorías del bienestar
El bienestar de una persona es lo que es bueno para esta persona. Las teorías del bienestar tratan de determinar qué características de un estado son responsables de que este estado contribuya al bienestar de la persona. Las teorías del bienestar suelen clasificarse en teorías experiencialistas, teorías del deseo y teorías de listas objetivas. Las teorías hedonistas y las teorías del deseo son teorías subjetivas. Según ellas, el grado de bienestar de una persona depende de los estados mentales subjetivos y las actitudes de esta persona. Las teorías de listas objetivas, por otro lado, permiten que las cosas puedan beneficiar a una persona independientemente de las actitudes subjetivas de esa persona hacia estas cosas.
Para las teorías experiencialistas, los estados mentales en cuestión son experiencias de placer y dolor. La teoría experiencialista más común es el hedonismo. Un ejemplo de tal relato se encuentra en las obras de Jeremy Bentham, donde se sugiere que el valor de las experiencias solo depende de su duración y la intensidad del placer o el dolor presente en ellas. Se han formulado varios contraejemplos contra este punto de vista. Por lo general, implican casos en los que el sentido común propone que opciones con un menor placer agregado son preferibles, por ejemplo, que los placeres intelectuales o estéticos son superiores a los sensoriales o que no sería prudente entrar en la máquina de experiencias de Robert Nozick. Estos contraejemplos no son argumentos irrefutables, pero el defensor de las teorías experiencialistas se enfrenta al desafío de explicar por qué el sentido común nos engaña en los casos problemáticos.
Las teorías del deseo pueden evitar algunos de los problemas de las teorías hedonistas al sostener que el bienestar consiste en la satisfacción de deseos: cuanto mayor sea el número de deseos satisfechos, mayor será el bienestar. Un problema para algunas versiones de la teoría del deseo es que no todos los deseos son buenos: algunos deseos pueden incluso tener consecuencias terribles para el agente. Los teóricos del deseo han tratado de evitar esta objeción sosteniendo que lo que importa no son los deseos reales, sino los deseos que el agente tendría si estuviera completamente informado.
Las teorías de listas objetivas afirman que el bienestar de una persona depende de una variedad de bienes objetivos básicos. Estos bienes también pueden incluir factores subjetivos como el exceso de placer sobre el dolor o la satisfacción de deseos, además de factores que son independientes de las actitudes del sujeto, como la amistad o tener virtudes. Las teorías de listas objetivas enfrentan el problema de explicar cómo los factores independientes del sujeto pueden determinar el bienestar de una persona, incluso si a esta persona no le importan estos factores. Otra objeción se refiere a la selección de estos factores. Diferentes teóricos han proporcionado combinaciones muy diferentes de bienes objetivos básicos. Estas agrupaciones parecen constituir selecciones arbitrarias, a menos que se pueda proporcionar un criterio claro de por qué todos y solo los elementos dentro de sus selecciones son factores relevantes.

## Tipos
A menudo se distinguen diferentes tipos de bienestar como el bienestar físico, el bienestar mental, el bienestar emocional y el bienestar social.
- El primero se refiere al ámbito físico : El bienestar físico puede definirse como la sensación de tener una buena salud fisiológica general, o sea, poder satisfacer razonablemente bien las necesidades primordiales del propio cuerpo y de lo que el mismo permite realizar.[20]
- El segundo se refiere al ámbito psicológico o mental : El bienestar psicológico es resultado de una evaluación personal y subjetiva, la que puede provenir de percepciones o satisfacciones diversas, en lo financiero, en lo profesional, en lo sentimental, pero también en la percepción directa e indirecta que no se tienen disturbios mentales.[21][22] De acuerdo a la psicología positiva, el bienestar es un constructo mensurable que se compone de emociones positivas, compromiso, relaciones positivas, sentido y logros.[23]
- El tercero se refiere al ámbito emocional : El bienestar emocional se refiere a la habilidad de manejar las emociones, lo que no significa reprimirlas sino en sentirse cómodo al manifestarlas, y hacerlo de forma apropiada. Una realidad es que las personas con capacidad para resolver los conflictos y las tensiones, y saber transitar por los transes dolorosos o penosos, además tienen la flexibilidad suficiente como para disfrutar más de la vida.[24]
- El cuarto se refiere al ámbito social : Esta noción fundamentalmente surgió en respuesta a la llamada “cuestión social”, la que fundamentalmente se inició en el siglo XIX, debido a los sufrimientos de la clase trabajadora a consecuencia de la revolución industrial.[25] En su momento se hicieron eco de este asunto, intelectuales, políticos y religiosos. En opinión de Rudolf Virchow[26] por ejemplo, el ejercicio de la política no es más que hacer medicina a gran escala, pues las condiciones laborales, sanitarias, e incluso económicas, repercuten mucho sobre la salud general de la población. La Doctrina Social de la Iglesia abordó de lleno esta cuestión a partir de León XIII y su encíclica “Rerum Novarum” (1891),[27] así como con Pío XI y sus encíclicas "Quadragesimo Anno" (1931)[28] y "Divini Redemptoris" (1937),[29] y es así que se establecieron los principios rectores del enfoque cristiano en relación con lo social, lo que incluye la dignidad de la persona por sobre cualquier otro aspecto, y la necesidad de reforzar el bien común.[30][19]

La noción general de malestar con frecuencia se presenta como la situación opuesta a bienestar.

## Psicología positiva
En 1998, el desarrollo personal pasó de ser un tema secundario de la psicología a una posición central, cuando Martin Seligman fue elegido presidente de la Asociación Estadounidense de Psicología (APA), proponiendo entonces un nuevo punto de vista, la psicología positiva, así centrando atención en los individuos sanos mucho más que en las patologías.

Cita: Nous avons découvert qu’il existe un ensemble de forces humaines qui constituent les meilleures défenses contre la maladie mentale : le courage, l’optimisme, les compétences relationnelles, l’éthique du travail, l’espoir, l’honnêteté et la persévérance. Pour prévenir les maladies mentales nous allons créer une science de ces forces humaines dont la mission sera de promouvoir ces vertus auprès de la jeunesse.
Traducción al español: Hemos descubierto que existe un conjunto de fuerzas humanas que constituyen las mejores defensas contra las enfermedades mentales : coraje, optimismo, competencias relacionales, ética del trabajo, esperanza, honestidad, perseverancia. Para prevenir las enfermedades mentales, vamos a crear una ciencia que trate estas fuerzas humanas, con la misión de promover sus virtudes, especialmente entre los jóvenes.

En cuanto a la investigación en psicología en relación con el desarrollo personal, Albert Bandura (nacido en 1925) realizó diversos estudios intentando comprender cómo ciertas fuerzas humanas más que otras, ayudan a fortalecer el desarrollo personal, y a este respecto mostró que la confianza en su propio éxito, es uno de los factores que explica mejor el por qué individuos que tienen el mismo nivel de conocimientos y de competencias, pueden llegar a tener resultados muy diferentes. Según Bandura, la confianza en sí mismo es un índice potente de éxito, puesto que :
- permite aceptar el éxito cuando este llega;
- facilita la toma de riesgos, dando prioridad a objetivos o resultados elevados;
- ayuda a continuar insistiendo, si los objetivos no son alcanzados en el primer intento;
- ayuda a controlar las emociones y los temores cuando los contratiempos y las dificultades surgen.

El psiquiatra Jean Cottraux, en su libro La force avec soi: pour une psychologie positive (2007), expuso « un método de cambio personal» que se basa en la « "búsqueda de las propias fuerzas de carácter" ».
A raíz del surgimiento de la psicología positiva, los investigadores en psicología se enfocaron cada vez más en el estudio de la felicidad y el bienestar, como un constructo mensurable de manera cuantitativa. Según el psicólogo Martin Seligman, el bienestar tiene cinco elementos contribuyentes:
- emoción positiva
- compromiso
- sentido
- relaciones positivas
- logro

El bienestar no es subjetivo ni exclusivamente afectivo, el bienestar es una combinación de sentirse bien y de tener realmente sentido en la vida, buenas relaciones y logros. La forma de elegir el rumbo de nuestra vida es maximizar los cinco elementos en su totalidad.
El estudio del bienestar se ha expandido dramáticamente en los últimos años, a pesar de que la Organización Mundial de la Salud en 1948 definió la Salud como un estado de bienestar físico, psicológico y social, y no solo la ausencia de enfermedad, no fue sino hasta hace poco que la psicología se interesó en el estudio del bienestar como un estado de la mente.

## Bienestarismo
El bienestarismo (welfarism) es una teoría del valor basada en el bienestar. Afirma que el bienestar es lo único que tiene valor intrínseco, es decir, que es bueno en sí mismo y no solo bueno como medio para otra cosa. Desde este punto de vista, el valor de una situación o si una alternativa es mejor que otra depende apenas de los grados de bienestar de cada entidad afectada. Todos los demás factores son relevantes para el valor solo en la medida en que tienen un impacto en el bienestar de alguien. El bienestar en cuestión generalmente no se limita al bienestar humano, sino que también incluye el bienestar animal.
Las diferentes versiones del bienestarismo ofrecen diferentes interpretaciones de la relación exacta entre bienestar y valor. Los bienestaristas puros (pure welfarists) proponen el enfoque más simple al sostener que solo importa el bienestar global, por ejemplo, como la suma total del bienestar de todos. Esta posición ha sido criticada de varias maneras. Por un lado, se ha argumentado que algunas formas de bienestar, como los placeres sensoriales, son menos valiosas que otras formas de bienestar, como los placeres intelectuales. Por otro lado, ciertas intuiciones indican que lo que importa no es solo la suma total, sino también cómo se distribuyen los grados individuales de bienestar. Hay una tendencia a preferir distribuciones equitativas donde todos tienen aproximadamente el mismo grado en lugar de distribuciones desiguales donde hay una gran división entre personas felices e infelices, incluso si el bienestar global es el mismo. Otra intuición con respecto a la distribución es que las personas que merecen el bienestar, como los moralmente rectos, deberían disfrutar de mayores grados de bienestar que los que no lo merecen.
Estas críticas se abordan en otra versión del bienestarismo: el bienestarismo impuro (impure welfarism). Los bienestaristas impuros están de acuerdo con los bienestaristas puros en que lo único que importa es el bienestar. Pero permiten que otros aspectos del bienestar, además de su grado global, tengan un impacto en el valor, por ejemplo, cómo se distribuye el bienestar. Los bienestaristas puros a veces argumentan en contra de este enfoque, ya que parece alejarse del principio básico del bienestarismo: que solo el bienestar es intrínsecamente valioso. Pero la distribución del bienestar es una relación entre entidades y, por lo tanto, no es intrínseca a ninguna de ellas.
Algunas objeciones basadas en contraejemplos se dirigen contra todas las formas de bienestarismo. Suelen centrarse en la idea de que hay otras cosas además del bienestar que tienen un valor intrínseco. Algunos ejemplos putativos incluyen el valor de la belleza, la virtud o la justicia. Tales argumentos a menudo son rechazados por los bienestaristas que sostienen que las cosas citadas no serían valiosas si no tuvieran relación con el bienestar. Esto a menudo se extiende a un argumento positivo a favor del bienestarismo basado en la afirmación de que nada sería bueno o malo en un mundo sin seres sintientes. En este sentido, los bienestaristas pueden estar de acuerdo en que los ejemplos citados son valiosos en alguna forma, pero rechazan la idea de que sean intrínsecamente valiosos.
Algunos autores consideran que el bienestarismo incluye la tesis ética de que la moralidad depende fundamentalmente del bienestar. Desde este punto de vista, el bienestarismo también está comprometido con la afirmación consecuencialista de que las acciones, políticas o reglas deben evaluarse en función de cómo sus consecuencias afectan el bienestar de todos.